# Рохас, Диего
Диего Николас Рохас Орельяна (исп. Diego Nicolás Rojas Orellana; 15 февраля 1995, Антофагаста, Чили) — чилийский футболист, атакующий полузащитник клуба «Универсидад Католика».

## Клубная карьера
Рохас — воспитанник клуба «Универсидад Католика». 27 октября 2012 года в матче против «Кобресаль» он дебютировал в чилийской Примере. 25 января 2014 года в поединке против «Аудакс Итальяно» Диего забил свой первый гол за «Католику». В 2015 году он стал чемпионом Чили в составе «Универсидада». Летом 2016 года Рохас на правах аренды перешёл в «Эвертон» из Винья-дель-Мар. 31 июля в матче против «Депортес Икике» он дебютировал за новый клуб. 7 ноября в поединке против «Уачипато» Диего забил свой первый гол за «Эвертон».
Летом 2017 года Рохас на правах аренды перешёл в «Палестино». В матче против «Депортес Антофагаста» он дебютировал за новую команду.

## Международная карьера
В 2011 году в составе юношеской сборной Чили Рохас принял участие в юношеском чемпионате Южной Америки в Эквадоре. На турнире он сыграл в матче против сборной Венесуэлы.
В начале 2013 года Диего в составе молодёжной сборной Чили принял участие в молодёжном чемпионате Южной Америки в Аргентине. На турнире он сыграл в матчах против команд Уругвая, Боливии и Парагвая. В поединке против парагвайцев Рохас забил гол.
В начале 2015 года Диего во второй раз принял участие в молодёжном чемпионате Южной Америки в Уругвае. На турнире он сыграл в матчах против сборных Бразилии, Венесуэлы и Уругвая.

## Достижения
«Универсидад Католика»
- Чемпионат Чили по футболу — Клаусура 2016